# Georges Elgozy
Georges Elgozy est un économiste français né le 15 avril 1909 à Oran, en Algérie, et mort le 13 juillet 1989 à Paris.

## Biographie
Il est conseiller auprès du Premier ministre Michel Debré (1959-1962) et au cabinet d'André Malraux. En 1968, il est inspecteur général de l'économie nationale et président du Comité européen de coopération économique et culturelle.
Il publie tout au long de sa carrière des ouvrages mêlant traits d'esprit et observations de son époque, attaquant le pouvoir politique qu'il considère envahi par les élites de l'ENA. Ses bons mots sont souvent repris en citations,,.
En 1975, il est l'un des fondateurs de l'Académie Nationale des Arts de la Rue (ANAR) avec notamment Marcel Bleustein-Blanchet, Jacques Dauphin, Christian Chavanon, Maurice Cazeneuve, Paul Delouvrier, Roger Excoffon, Abraham Moles, ou encore André Parinaud.

## Prix
- 1975 : Prix Broquette-Gonin (littérature) pour Le Bluff du futur.
- 1979 : Prix de l'essai pour De l’humour[8].

## Publications
- 1953 : L'Aide économique des États-Unis à la France : Plan Marshall et « defense support », La Documentation Française, coll. « Recueils et monographies » (no 26), 1953, 47 p. (présentation en ligne)
- 1956 : Des rapports de la morphologie régionale et générale et de l'aspect radiographique de la vésicule biliaire..., impr. de R. Foulon, 1956, 59 p. (présentation en ligne)
- 1958 : La France devant le marché commun, Flammarion, 1958, 300 p. (présentation en ligne)
- 1961 : L’Europe des européens, Flammarion, 1961, 332 p. (ISBN 2-08-050216-6, présentation en ligne)
- 1966 : Le Paradoxe des technocrates : essai, Denoël, coll. « Documents actualité », 1966, 221 p. (ISBN 2-20720352-2, présentation en ligne)
- 1967 : Le Contradictionnaire : ou, L'Esprit des mots, Denoël, coll. « Humour », 1967, 363 p. (ISBN 2-20720353-0, présentation en ligne)
- 1968 : Automation et Humanisme, Calmann-Lévy, coll. « Liberté de l'esprit », 1968, 383 p. (présentation en ligne)
- 1968 : Lettre ouverte à un jeune technocrate : ou Lettre ouverte à un esprit fermé, Paris, Éditions Albin Michel, coll. « Lettre ouverte », 1968, 167 p. (présentation en ligne)
- 1969 : Les Paradoxes de la publicité : la persuasion licite, Denoël, coll. « Documents actualité », 1969, 202 p. (ISBN 2-20720354-9, présentation en ligne)
- 1970 : Les Damnés de l'opulence, Calmann-Lévy, coll. « Liberté de l'esprit » (no 11), 1970, 331 p. (présentation en ligne)
- 1970 : Louis Armand, Georges Elgozy, Jean Fourastié et Guy Spitaels (Rédacteur), L'Entreprise de demain, Gérard, coll. « Marabout service » (no 140), 1970, 192 p.
- 1972 : Le Désordinateur : le péril informatique, Calmann-Lévy, 1972, 325 p. (présentation en ligne)
- 1972 : André Boll et Georges Elgozy, Les Loisirs et l'Avenir, Éditions Olivier Perrin, coll. « Art, théâtre et métier », 1972, 117 p. (présentation en ligne)
- 1973 : Le Fictionnaire : ou, Précis d'indéfinitions, Denoël, coll. « Humour », 1973, 376 p. (ISBN 2-20721800-7, présentation en ligne)
- 1974 : Le Bluff du futur : demain n'aura pas lieu, Calmann-Lévy, 1974, 250 p. (présentation en ligne)
- 1975 : L'Entreprise en péril, Calmann-Lévy, 1975, 316 p. (ISBN 2-70210090-2 et 978-2702100905, présentation en ligne)
- 1977 : Le Bourgeois socialiste : ou, Pour un post-libéralisme, Calmann-Lévy, 1977, 310 p. (ISBN 2-70210226-3 et 978-2702102268, présentation en ligne)
- 1979 : De l'humour, Denoël, coll. « Humour », 1979, 268 p. (ISBN 2-20722543-7, présentation en ligne)
- 1981 : L'Esprit des mots, ou, L'Antidictionnaire, Denoël, coll. « Humour », 1981, 185 p. (ISBN 2-20722717-0, présentation en ligne)
- 1985 : La Vérité sur mon Corps franc d'Afrique, 1942-1943, Éditions du Rocher, coll. « Le Pavé dans la mare », 1985, 225 p. (ISBN 2-26800338-8 et 978-2268003382, présentation en ligne)
- 1986 : La Grande Magouille : Les Paradoxes du politique, Éditions du Rocher, 1986, 249 p. (ISBN 2-26800489-9 et 978-2268004891, présentation en ligne)